# Оргов
Оргов (арм. Օրգով) — село в Арагацотнской области Армении.

## География
Село расположено в юго-восточной части марза, на правом берегу реки Амберд (приток Касаха), на расстоянии 11 километров к северо-востоку от города Аштарак, административного центра области. Абсолютная высота — 1630 метров над уровнем моря.
Климат
Климат характеризуется как умеренно холодный, влажный (Dfa в классификации климатов Кёппена).

## Население
| Год переписи | Население          | Население          | Население          | Население            | Население            | Население            |
| Год переписи | Наличное население | Наличное население | Наличное население | Постоянное население | Постоянное население | Постоянное население |
| Год переписи | Всего              | Мужчины            | Женщины            | Всего                | Мужчины              | Женщины              |
| ------------ | ------------------ | ------------------ | ------------------ | -------------------- | -------------------- | -------------------- |
| 2001         | 458                | 219                | 239                | 511                  | 255                  | 256                  |
| 2011         | 400                | 196                | 204                | 418                  | 211                  | 207                  |